# Matthew Phillips (motociclista)
Matthew Phillips   (Wynyard, 21 de juny de 1993) és un antic pilot d'enduro australià que va ser quatre vegades Campió del món en quatre anys: el 2013 va guanyar el Campionat del món d'Enduro Júnior (EJ) amb Husqvarna, el 2014, el d'E3 amb KTM i el 2016, el d'E2 i l'absolut (EnduroGP) amb Sherco. També va formar part de la selecció nacional australiana que va guanyar el Trofeu als Sis Dies Internacionals d'Enduro el 2015 a Košice (Eslovàquia). El juliol del 2017, Phillips va anunciar que es retirava de les competicions internacionals.